# Pandanus microcarpus
A Pandanus microcarpus az egyszikűek (Liliopsida) osztályának csavarpálma-virágúak (Pandanales) rendjébe, ezen belül a csavarpálmafélék (Pandanaceae) családjába tartozó faj.

## Előfordulása
Kizárólag Mauritius területén fordul elő, csak ezen a területen őshonos. Főleg folyók és mocsarak közelében található.